# Alexander von Baumgarten

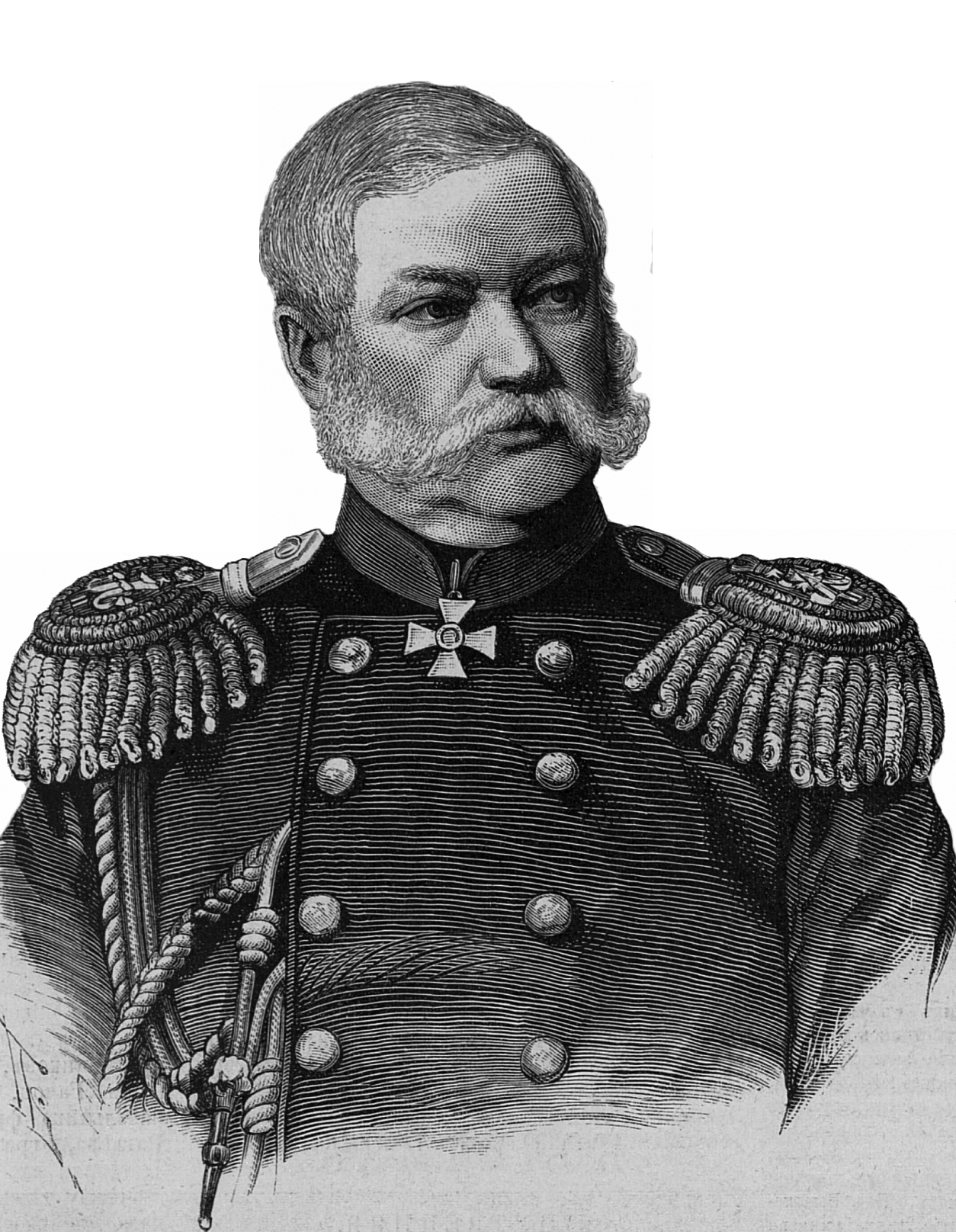
Alexander von Baumgarten

Alexander von Baumgarten (russ. Александр Карлович Баумгартен, Alexander Karlowitsch Baumgarten, * 19. März 1815; † 4. Mai 1883 in St. Petersburg) war ein russischer General deutschbaltischer Abstammung.

## Leben
Sein Vater war der Geheimrat Karl Wilhelm von Baumgarten (1768–1831), seine Mutter Françoise von Roth.
Er wurde im kaiserlichen Pagenkorps eingeschrieben und trat 1833 in das berühmte Ismailowski Leibgarde-Regiment ein. Im Oktober 1849 wurde er beim Krieg gegen die Ungarn zum Kommandeur des Tobolsker Infanterie-Regiments ernannt. Er nahm an den Gefechten am rechten Ufer des Waag und an den Schlusskämpfen um Komorn und Temesvar teil.
Im Krimkrieg von 1853 bis 1856 kämpfte er mit seinem Regiment innerhalb der Grenzen der Kleinen Walachei. Zu Kriegsbeginn noch im Rang eines Obersten wurde er als Kommandant des Tobolsker Infanterie-Regiments am 25. Dezember 1853 zum Generalmajor befördert. Für seinen Einsatz gegen 18.000 Türken in der Schlacht von Cetate erhielt er am 20. April 1854 den St.-Georgs-Orden 3. Klasse. Am 21. November 1858 wurde er für die folgenden drei Jahre zum Leiter der Nikolajew-Akademie des Generalstabs bestellt. Am 23. April 1861 wurde er zum Generalleutnant befördert und zum Mitglied des Kriegsrats ernannt, wobei er auch als Mitglied des Hauptkomitees für militärische Ausbildung fungierte. Am 17. April 1874 wurde er zum Generaladjutanten und noch vor seiner Verabschiedung am 16. April 1878 zum General der Infanterie befördert. Er war u. a. auch Präsident des russischen Roten Kreuzes und starb 1883 an den Folgen eines Schlaganfalls. Baumgarten wurde auf dem St.-Nikolaus-Friedhof beim Alexander-Newski-Kloster beigesetzt.

## Auszeichnungen
- Orden der Heiligen Anna, IV. und I. Klasse
- Orden vom Weißen Adler
- Orden des heiligen Stanislaus, I. Klasse
- Orden des Heiligen Wladimir, IV. und I. Klasse
- Orden des Heiligen Alexander Newski
- Orden des Heiligen Georg, III. Klasse